# Aplatyphylax terrestris
Aplatyphylax terrestris är en nattsländeart som beskrevs av Schmid 1991. Aplatyphylax terrestris ingår i släktet Aplatyphylax och familjen husmasknattsländor. Inga underarter finns listade i Catalogue of Life.